# Intortus
In meteorologia, la dizione di intortus, (dall'analoga parola in latino, con il significato di "avvolto, attorcigliato"), è una delle varietà possibili per le nubi che in questo caso si applica solo ai cirri. Questa tipologia di cirri ha l'aspetto di ciocche intrecciate in modo casuale e non ordinato. 
I filamenti sono spesso curvati in modo piuttosto irregolare.
Come le altre tipologie di cirri, il cirrus intortus si sviluppa ad altitudini elevate.